# Mazaugues
Mazaugues é uma comuna francesa na região administrativa da Provença-Alpes-Costa Azul, no departamento de Var. Estende-se por uma área de 53,79 km². Em 2010 a comuna tinha 891 habitantes (densidade: 16,6 hab./km²).